# Thomas Isnard de Castello
Pour les articles homonymes, voir Isnard.
Thomas Isnard de Castello (mort en 1659) est un ecclésiastique piémontais qui fut abbé commendataire de l'abbaye Saint-Melaine à Rennes de 1639 à 1659.

## Biographie
Thomas Isnard de Castello est issu d'une famille originaire des États de Savoie. Il est le fils de Jérôme Isnard de Castello, comte de Montà dans le Piémont, et de Léonor Roere de Saint-Servin.[réf. nécessaire]
Premier conseiller d'État du duc de Savoien il est resté « célèbre par ses ambassades et ses négociations ».
Clerc à Turin, il est abbé Santa Maria de Caramagne dans le Piémont. Il reçoit en commende l'abbaye de Saint-Melaine en 1639 et il en prend possession par l'intermédiaire d'une procurateur le 28 août 1640. Bien qu'il n'ait pratiquement jamais résidé dans son bénéfice ecclésiastique D Morice dit qu'il « en soutint les droits avec beaucoup de fermeté jusqu'à sa mort » qui intervient en 1659. Son sceau comme abbé de Saint-Mélaine présente dans un cartouche un écu portant une aigle déployée, surmonté d'une couronne comtale et timbré d'une mitre et d'une crosse tournée en dedans avec la légende : « Thomas Isnardus Abbas Sancti Melanii Ruedonensis ».

## Armoiries
La famille Isnard portait d'or au sautoir de gueules cantonné de quatre molettes d'azur.